# Sint-Quirinuskerk (Neuville-en-Ferrain)

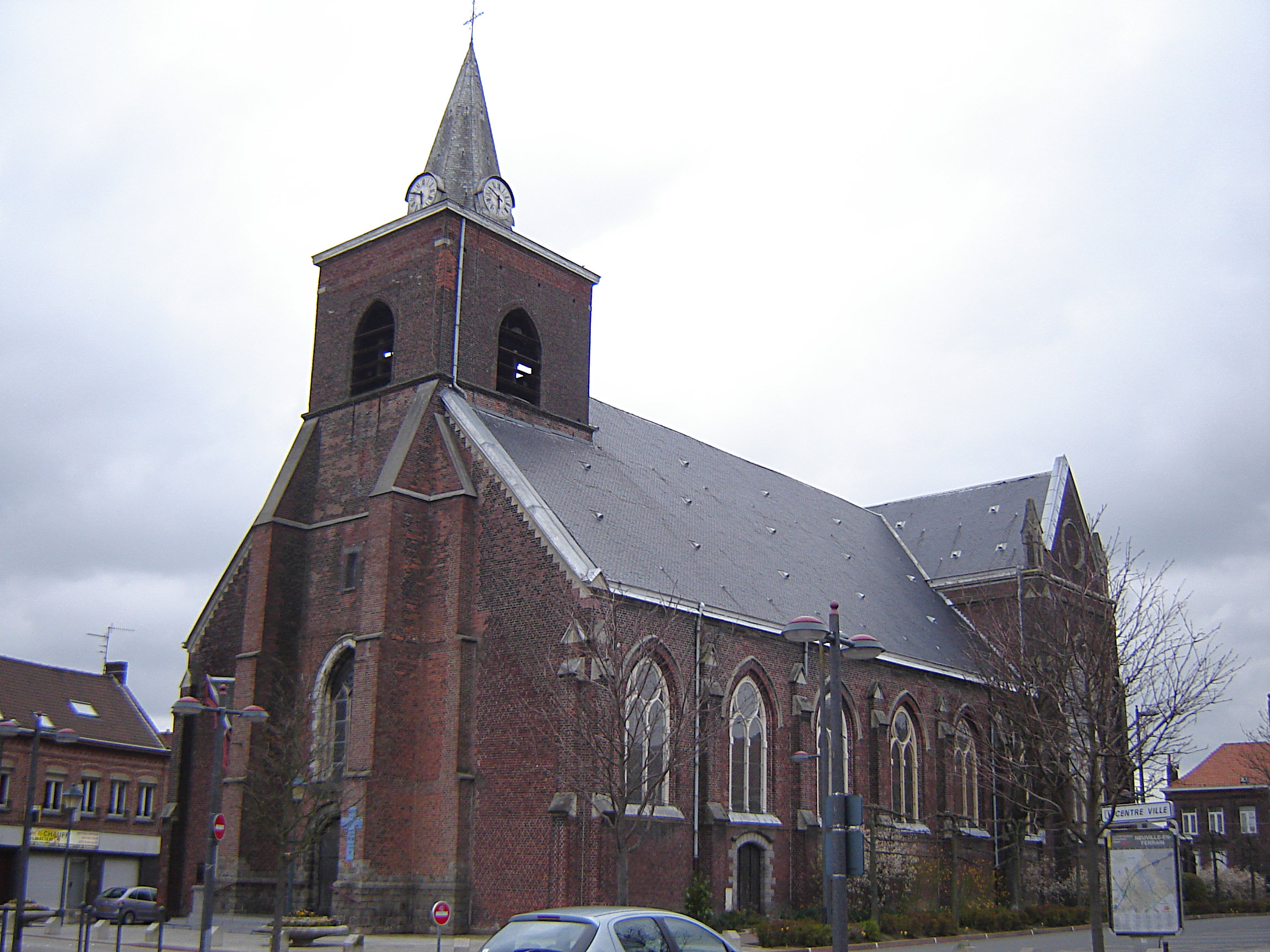
Sint-Quirinuskerk

De Sint-Quirinuskerk (Église Saint-Quirin) is de parochiekerk van de tot het Noorderdepartement behorende stad Neuville-en-Ferrain, gelegen aan Contour de l'Église 20.
De kerk werd omstreeks 1500 gebouwd en in 1793, wegens de Franse Revolutie, gesloten waarna hij in verval raakte. Tussen 1860 en 1873 werd de kerk herbouwd in neogotische stijl. De 16e-eeuwse toren, met een 17e-eeuws portaal, bleef behouden. De huidige kerk is een driebeukige bakstenen kruiskerk met zware, ingebouwde toren.